# Алёхин, Николай Павлович
Николай Павлович Алёхин (1913—1964) — советский инженер-ракетостроитель. Свой путь ракетного конструктора начал в опытно-конструкторском бюро по ЖРД под руководством В. П. Глушко.

## Биография
Николай Павлович Алехин родился 6 декабря 1913 года в деревне Верхние Пады Б.Падовского сельсовета Знаменского района Тамбовской области в семье крестьян-бедняков. Его отец Павел Степанович был убит в 1914 году в ходе Первой мировой войны. Николай окончил Б.Липовицкую школу-семилетку и в 1929г поступил на первый курс профтехшколы в Тамбове. После окончания первого курса профтехшколы он переводится на первый курс Белорусского государственного политехнического института в Минске, который окончил в 1940 году. Еще во время учебы в институте он прошел учебные сборы в Советской Армии (осень 1939г) в должности командира взвода 432 автобата Белорусского военного округа.
После окончания института Алехин направлен на работу на завод № 27 (№ 16) МАП. Этот завод, как известно, работал в Казани, а после начала войны в Казань был эвакуирован завод № 16 из Воронежа и объединенное предприятие получило наименование завод № 16. Здесь и начал свой трудовой путь Н. П. Алехин. Но с 1942г он начал работать вместе с В. П. Глушко, который в это время в качестве заключенного руководил КБ в составе «шарашки» в ОКБ 4-го Спецотдела НКВД при заводе № 16. В КБ под руководством В. П. Глушко работали как заключенные, так и вольнонаемные, сотрудники завода № 16. Основной их задачей была разработка ракетных двигателей семейства РД-1 — РД-3 в качестве вспомогательных силовых установок для самолетов.
Именно на заводе № 16 в Казани Н. П. Алехин был принят в члены ВКП(б) в 1943г, а после победы был награжден медалью «За доблестный труд в Великой Отечественной войне 1941-45гг».
Уже после завершения Великой Отечественной войны Алехин вместе с рядом сотрудников ОКБ-СД (так стало назваться организация под руководством В. П. Глушко после досрочного освобождения со снятием судимости В. П. Глушко и его коллег в августе 1944г) работает в Германии — с мая 1945г по январь 1946г — по изучению немецкого опыта разработки ЖРД для ракеты Фау-2 (А-4). После возвращения в Советский Союз он вместе с коллективом ОКБ-СД переведен в Химки для работы в ОКБ-456.
19 декабря 1946 года в ОКБ-456 он назначен начальником конструкторской группы, вскоре назначается и ведущим конструктором. Н. П. Алехин занимается разработкой конструкций агрегатов по управлению и автоматике ЖРД. В 1949г он становится ведущим конструктором и и. о. начальника конструкторской бригады.
В сохранившихся документах той поры его называют опытным, знающим конструктором и хорошим организатором, который успешно руководит бригадой, передает свой опыт членам бригады, а также непрерывно повышает свой уровень знаний в области техники и социально-экономических наук. Он закончил Высшие инженерные курсы при МВТУ имени Баумана в 1950 году.
В 1952г его назначают начальником конструкторской бригады и ведущим конструктором.
Его труд высоко оценивался В. П. Глушко и руководством предприятия, его кандидатуру неоднократно выдвигали на государственные награды и в результате он получил орден Знак Почета 20 апреля 1956г за разработку ЖРД РД-103М для ракеты Р-5М, орден Ленина 21 декабря 1957г за запуск первого спутника Земли с использованием ЖРД РД-107/108, орден Трудового Красного Знамени 26 июня 1959 г. за разработку ЖРД РД-214 для ракеты Р-12.
Скончался Николай Павлович Алехин 10 августа 1964 года.
Будучи начальником конструкторской бригады по разработке агрегатов автоматики ЖРД Алехин непосредственно контактировал с главным конструктором академиком В. П. Глушко, с которым познакомился в Казани в 1942г и работал там под его руководством еще в «шарашке» и ОКБ-СД. Именно Глушко выдвинул кандидатуру Алехина в список на присвоение имен образованиям на невидимой (обратной) стороне Луны. Решение об утверждении этого наименования — кратер Алехин (Alekhin) — было принято Международным астрономическим союзом в 1970 году.

## Память
Кратер Алёхин (Alekhin) — древний ударный кратер в южной приполярной области на обратной стороне Луны. Название дано в честь советского конструктора ракетной техники Н. П. Алёхина и утверждено Международным астрономическим союзом в 1970 г. Образование кратера относится к донектарскому периоду.
Кратер имеет правильную циркулярную форму, однако северо-западная часть вала перекрыта кратером Даусон, а северная — его сателлитным кратером Даусон D. Другие участки вала за время своего существования подверглись значительному разрушению от последующих импактов, южная часть вала нарушена несколькими небольшими кратерами. Высота вала над окружающей местностью составляет 1290 м.